# 스택 익스체인지
스택 익스체인지(Stack Exchange)는 다양한 분야의 주제에 대한 질문 및 답변(Q&A) 웹 사이트 네트워크로, 각 사이트는 특정 주제를 다루며, 질문, 답변 및 사용자는 평판 수상 프로세스의 대상이 된다. 평판 시스템을 사용하면 사이트가 자체 조정될 수 있다. 2023년 3월 현재 네트워크에서 가장 활발하게 조회되는 3개 사이트는 스택 오버플로 (웹사이트)(컴퓨터 프로그래밍에 중점을 두고 있음), 유닉스 앤드 리눅스(Unix & Linux), 매스매틱스이다.
네트워크의 모든 사이트는 2008년 제프 앳우드와 조엘 스포스키가 만든 초기 사이트인 스택 오버플로를 모델로 한다. 네트워크의 추가 Q&A 사이트가 설정되고 정의되며, 관련성이 있다고 판단되면 에어리어 51이라는 특수 사이트를 통해 등록된 사용자가 생성하게 된다.
2018년 5월 2일 이후의 사용자 기여에는 Creative Commons Attribution-ShareAlike 4.0 International에 따라 라이선스가 부여된다. 사이트에서 Creative Commons Attribution-ShareAlike 3.0 Unported 라이선스 또는 이전 Creative Commons Attribution-ShareAlike 2.5 Unported 라이선스를 사용하는 동안 기여된 이전 콘텐츠는 기여 당시 유효한 라이선스에 따라 라이선스가 유지된다.
2021년 6월 프로수스(Prosus)는 교육공학 분야 최초의 완전 인수인 스택 오버플로를 18억 달러에 인수했다.

## 같이 보기
- 매스오버플로